# プロノイア
プロノイア（希: πρόνοια pronoia）は、東ローマ帝国によって、国家への奉仕と引き換えに認められた土地所有権、徴税権のことを指す。11世紀後半以降、プロノイアを得た貴族がその代償として軍事奉仕を果たしたとされる。この点で、イスラム世界におけるイクターと類似する性格を有する。「プロノイア」は、語源としては「予想」「配慮」を意味する。中世ギリシア語発音では「プロニャ」。

## 概要

### 背景
11世紀後半に成立したコムネノス王朝は、中央集権化の進んだマケドニア朝とは異なり、軍事貴族の連合政権といった性格を持っていた。従って、プロノイアの下賜や交易特権の容認を通じて、各地の軍事貴族と融和を図る必要があった。

### 内容・影響
帝国が土地所有権、徴税権を認め、その代償として国家への奉仕（軍事奉仕など）を求めた。本来、一代限り認められたものであって譲渡も相続も認められていなかったが、末期のパレオロゴス王朝時代になると徐々に世襲化が進行し、西欧の封建制における封土と同じようなものになっていった。
パレオロゴス王朝時代には免税特権、政府官僚の立ち入り禁止など様々な特権がプロノイア保持者に与えられるようになり、最末期には領民の裁判権さえ政府の手からプロノイア保持者へ移ってしまった。これによって、地方に対する政治・経済的な統制が困難になった。また、土地管理権を得た軍事貴族がその地域の統治者として事実上君臨することになり、帝国の分権化が進んでいった。
一方で分権化が進んだ事によって、1204年の第4回十字軍による首都陥落・ラテン帝国成立後も、各地の勢力がニカイア帝国など東ローマ帝国の後継を自称し、東ローマ帝国がしぶとく生き延びる事となった。

## 心理学用語としてのプロノイア
なお、「プロノイア」の原義は、ギリシャ語の「予想」「配慮」であるため、心理学の文脈では、「パラノイア」の反対語として用いられる。一般書でも、例えば、「プロノイア」とは、「全世界とすべての人やモノは自分を助けるようにできていると強く信じることであり、幸福度の高い人はそうでない人よりも31%も生産的という結果もあり、プロノイアになるか、少なくともポジティブな面を見るよう訓練をすると、よりよい決断をより早くできるようになり、より生産的になって、さらには高収入を得やすいことを示す研究結果が次々と報告されており、ポジティブな面に集中することは、それらを後押しする方法」というような紹介のされ方をされる。